# Jean Olphe-Galliard
Pour les articles homonymes, voir Galliard.
Pour les autres membres de la famille, voir Famille Olphe-Galliard.
Jean Marie Léon Olphe-Galliard, né le 31 juillet 1893 à Angoulême (France), et décédé le 27 mai 1975 à Paris (France), est un moine bénédictin, abbé de l'abbaye de La Source.

## Biographie

### Famille
Fils d'Alexandre Olphe-Galliard, officier d'artillerie, et de son épouse, née Marie-Louise Poute de Puybaudet, il descend d'une ancienne famille notable de la région gapençaise. Son frère, Michel, entre chez les jésuites, et sa sœur Marie, est religieuse bénédictine. Il est le petit-fils de Léon Olphe-Galliard, ornithologue distingué.

### Abbé de La Source
Dom Olphe-Galliard est élu abbé mitré de Paris en 1934. Il reçoit en 1935 la bénédiction abbatiale des mains du Cardinal Verdier, en présence de Mgr Chaptal, Mgr Choquet, Mgr Beaussart et d'autre dignitaires ecclésiastiques, en la Cathédrale Notre-Dame de Paris,. S'agissant de la première bénédiction d'un abbé dans la cathédrale de Paris, cette cérémonie fut très commentée par la presse,,,.

### Seconde Guerre mondiale
En mars 1947, impliqué dans « complot des couvents », il est écroué à la prison de La Santé pour avoir hébergé dans son abbaye des anciens collaborateurs, dont Paul Touvier. Défendu par son cousin Me Jacques Fourcade, il invoque « le droit d'asile reconnu aux communautés et pratiqué depuis de très nombreux siècles ». Il est mis en liberté provisoire en juillet 1947. Dom Olphe-Galliard a également hébergé durant l'occupation des communistes, des francs-maçons, des résistants et des juifs, notamment le peintre juif Albert Braïtou-Sala qui lui fera un portrait.
Il est décoré de la Médaille de la Ville de Paris.

### Publications[14]
- Préfacier, Une Catholique devant la Bible, Madeleine Chasles. Paris, Plon 1936.